# روبن سزاركا
روبن سزاركا (بالألمانية: Robin Szarka)‏ (17 سبتمبر 1991 بمانهايم في ألمانيا - ) هو لاعب كرة قدم ألماني في مركز الدفاع. لعب مع إنيرجي كوتبوس ونادي هوفنهايم.

## روابط خارجية
- روبن سزاركا على موقع قاعدة بيانات كرة القدم.إي يو (الإنجليزية)
- روبن سزاركا على موقع بيانات كرة القدم. دي إي (الألمانية)
- روبن سزاركا على موقع Soccerway.com (الإنجليزية)
- روبن سزاركا على موقع عالم كرة القدم.نت (الإنجليزية)
- روبن سزاركا على موقع AS.com (الإسبانية)